# Първични центрове на произход на културните растения
Центровете на произход на културните растения са географски центрове на генетично разнообразие на културните растения.
Могат да бъдат:
- първични (райони на първоначално израстване на диви форми и одомашняване) и
- вторични (в резултат на следващо разпространение на културни и полукултурни растения и селекция).

Географският произход на културните растения допринася за познаването на специфичните им изисквания към условията на околната среда. Например фактът, че картофите произхождат от планинските части на Чили, предопределя по-високата им взискателност към почвена и въздушна влажност, отколкото към температура.
Центровете на произход и формообразуване на културните растения в световен мащаб са следните.
- Китайско-японски: безосилест ечемик, многореден гол ечемик, просо, соя, коноп, цитруси, бамбук.
- Индонезийско-индокитайски: хлебно дърво, кокосова палма, манго, диви видове тетраплоиден ориз, обикновен (посевен) ориз.
- Австралийски: австралийски видове памук, 500 вида евкалипти, акации, цитруси, тютюн.
- Индустански (полуостров Индустан – Индия, Югоизт. Пакистан, Непал, Сев. Бангладеш): ориз, захарна тръстика.
- Средноазиатски: мека пшеница, грах, леща, нахут, фий, бакла, моркови, лук, чесън, репички, спанак, пъпеши.
- Предноазиатски: Triticum, синя люцерна, лупина, фий, еспарзета, детелина, круша, вишна, ябълка, дюля, бадем, орех, смокиня, лоза, лук, зеле, моркови, краставици, салата, тикви, ендемична ръж.
- Средиземноморски: захарно цвекло, кръмно цвекло.
- Африкански: ечемик с цветни зърна, сорго, абисински овес, рицин; африкански видове: памук, ориз, дини, грах, леща, нахут, бакла.
- Европейско-сибирски: лен-дългунец, червена детелина, амурска лоза, дива ябълка, дива круша, някои люцерни.
- Централноамерикански: царевица, какао, махорка, батати, амер. памук „Ипланд“, америк. видове: фасул, тикви, пипер, диви видове картофи.
- Южноамерикански: храстовиден слънчоглед, картофи, ананас, какао, каучуково дърво, хининово дърво.
- Северноамерикански: тревист слънчоглед, дива лупина, тютюн, картофи, памук, ендемични лози.